# Économie de la Haute-Savoie
 (juin 2018).
Si vous disposez d'ouvrages ou d'articles de référence ou si vous connaissez des sites web de qualité traitant du thème abordé ici, merci de compléter l'article en donnant les références utiles à sa vérifiabilité et en les liant à la section « Notes et références ».
L'économie de la Haute-Savoie repose sur trois secteurs principaux : l'industrie, les services et l'agriculture.

## L'industrie
L'histoire industrielle de la Haute-Savoie s'enracine dans une grande tradition artisanale. Très tôt, elle s'est spécialisée dans l'horlogerie (XVIIIe siècle) comme en témoigne encore le musée de Cluses.
Aujourd'hui, le tissu industriel est à la fois dense dans le secteur du décolletage en évolution vers la mécanique de précision et diversifié en étant intimement associé à plusieurs applications industrielles (automobile, fluidique, ferroviaire, aeronautique...). On compte de grandes entreprises, le plus souvent multinationales, ainsi que de très nombreuses petites et moyennes industries performantes. Ce secteur a subi de fortes secousses pendant la dernière crise financière, il est à la recherche d'un nouveau souffle. 
En dehors de la mécanique qui est la base culturelle industrielle du département, plusieurs secteurs importants se sont développés. Les principaux sont l'agroalimentaire, l'équipement de la maison, les sports-loisirs, l'électrotechnique, l'électronique et l'informatique à une plus faible échelle. L'industrie savoyarde est encore fortement exportatrice : plus du tiers de ses salariés travaillent directement pour les marchés étrangers (notamment Allemagne, Suisse, Italie, États-Unis, Royaume-Uni et plus récemment l'Asie).

## Les services
Ce secteur d'activité totalise le plus grand nombre de salariés, soit 41,8 %. Fortement marqué par le tourisme, il comptabilise également un nombre important d'emplois plus ou moins liés à l'industrie, notamment la recherche et les services à l'industrie (comptabilité, finances, entretien, maintenance, communication, etc.). La branche services enregistre en outre un développement continu depuis une dizaine d'années.

## L'agriculture
L'agriculture occupe encore un tiers du territoire. Son territoire est menacé par le développement des zones urbaines. Il s'agit néanmoins d'une agriculture dynamique : production laitière et fromagère de renom (reblochon, tome, etc.), viticulture et fruits de qualité (pommes et poires).

## Activités

### Agriculture
- Surface agricole : 151 270 hectares (1999), 150 000 hectares (fin 2006) de surface agricole utile
- Superficie en forêt : 173 000 hectares (1999)
- Nombre d'exploitants agricoles : 4 450 (1999), 4 800 exploitants plus 1 700 emplois salariés à temps plein (fin 2006)

Répartition de la production agricole finale
- production végétale : 71,5 millions d'euros (1999)
- production animale : 165,4 millions d'euros (1999)

Production fromagère (1999)
- Reblochon : 16 950 tonnes (1999), dont 79,6 % en reblochon laitier et le reste en reblochon fermier.
- Tomme de Savoie : 5 500 tonnes (1999)
- Emmental : 4 050 tonnes (1999), 3 000 tonnes (2006)
- Raclette au lait cru : 2 000 tonnes (1999)
- Abondance : 700 tonnes (1999)
- Tome des Bauges : 650 tonnes (1999)

Production fruitière
- Pommes et poires (IGP depuis 1996).
- Framboises

Production céréalière
- maïs

Production légumière
Production de viandes
- ovins
- bovins
- porcins
- volailles

Vins
Miels
Voir aussi Abondance (race bovine) - Vignoble de Savoie

### Artisanat
L'artisanat occupait fin 2000, 15 % de la population active, soit 28 443 salariés et 1 922 apprentis et représentait 11 951 entreprises inscrites au Répertoire des métiers, réparties en  : bâtiment 41,2 %, services 27,1 %, 23,7 % production alimentation 8,0 %.
Fin 2015, l'artisanat comptait 16 567 entreprises.

### Bâtiment et travaux publics
Le secteur du bâtiment et travaux publics comptait fin décembre 2000, 13 867 salariés dans 4 838 entreprises réparties en 
- gros œuvre : 20 %
- second œuvre : 70 %
- travaux publics : 10 %

### Bois
Pays de montagnes, le bois en Haut-Savoie c'est 190 000 hectares exploités soit 41 % du territoire, dont 70 % appartiennent à 130 000 propriétaires privés, 50 % sont classés en zone difficile et 30 % en zone très difficile à exploiter car 57 % seulement sont desservis par des chemins forestiers. Dans les zones très difficiles, dont la pente est supérieure à 30 %, on trouve de nombreux arbres vieux de plus de 100 ans.
L'exploitation du bois permet de récolter annuellement 300 000 m3 dont 97 % sont des sapins et mélèzes destinés à du bois d’œuvre. 150 000 m3 autres bois sont destinés au chauffage. La forêt fournit ainsi du travail à quelque 2 000 entreprises employant 6 800 personnes dans le travail de sylviculture, broyage, sciage, tranchage, déroulage et trituration. La production se divise en produits pour l'énergie (plaquettes, granulés, bûches), en bois d’œuvre (placage, contreplaqués, panneaux, palettes, caisses, cageots, charpentes, menuiseries, parquets, lambris), en bois d'industrie (pâtes à papier, cartons, panneaux pour meubles).
Depuis 2012, la filière bois a créé à Rumilly un "Pôle Excellence Bois" qui regroupe tous les acteurs et métiers du bois sur les deux départements savoyards : plantations, gestion des forêts, coupes, récupération et transport des grumes, production bois énergie, bois de construction, bois d'industrie. Son plan d'action se développe autour de quatre axes : valorisation durable de la ressource forestière, élargissement du marché du bois construction, développement des compétences et formations, développement de la filière forêt bois.

### Commerce
Le secteur du commerce comptait fin décembre 2000, 33 994 salariés dans 9 351 entreprises réparties en : 
- culture et loisirs : 23,7 %
- alimentation : 22,5 %
- hygiène et santé : 15,2 %
- équipement de la personne : 14,3 %
- autos, motos, cycles : 13,1 %
- équipement de la maison : 11,2 %

Fin 2012, la Haute-Savoie proposait 11 centres commerciaux majeurs :
- Agglomération d'Annecy : Carrefour Annecy, Courier Annecy, Galeries Lafayette Annecy, Auchan Grand Épagny, Val Semnoz et Arcal'oz Seynod.
- Genevois français  : Centre Alliance Archamps, Shopping Étrembières, Praz du Léman Annemasse, Chablais Parc Annemasse, Retail Park Cap Bernard Ville la Grand.
- Chablais  : Cora Amphion, l'Étoile Thonon-les-Bains, Carrefour Margencel.

#### Grandes surfaces
Fin 2006, le département disposait de 600 établissements commerciaux de plus de 300 m2, pour une surface totale de 705 419 m2, comprenant :
- 13 hypermarchés (78 105 m2)
- 92 supermarchés (112 844 m2)
- 24 maxidiscounts (17 600 m2)
- 6 grands magasins et magasins populaires (14 640 m2)
- 465 magasins spécialisés (482 230 m2)

De 1998 à 2005, 65 nouvelles grandes surfaces ont été construites, pour une surface de 50 000 m2.
Indicateur fin 2006 des activités, tous commerces confondus :
- équipement de la culture et des loisirs : 24,6 %
- alimentation : 20,7 %
- hygiène-santé : 16,0 %
- équipement de la personne : 13,7 %
- équipement du foyer : 11,5 %

Dépense moyenne 2006 par habitant : 21 706,34 €. Depuis la remontée de l'euro (2004-2007), la clientèle suisse est un petit peu moins présente, de l'ordre de -5/-6 %, alors qu'elle représente la moitié du chiffre d'affaires dans le secteur du Genevois haut-savoyard.
Le petit commerce traditionnel, moins de 300 m2, représente fin 2006, 84 % du nombre des commerces, mais seulement 40 % des surfaces de vente.

### Entreprises de Haute-Savoie
| Nombre de salariés                        | Nombre d'entreprises (2000) |
| ----------------------------------------- | --------------------------- |
| de 1 à 4                                  | 14 734 (72,10 %)            |
| de 5 à 9                                  | 2 525 (12,35 %)             |
| de 10 à 19                                | 1 666 (8,15 %)              |
| de 20 à 50                                | 1 028 (5,05 %)              |
| de 51 à 200                               | 281 (1,35 %)                |
| plus de 200                               | 204 (1,00 %)                |
| Total                                     | 20 438                      |
| Établissements de production industrielle | 2 779 (13,60 %)             |

Ne concerne que les entreprises dont le siège est dans le département
4 301 entreprises ont été créées en 2004 en Haute-Savoie, soit +5,3 % par rapport à 2003 dont près de 80 % dans le tertiaire avec une prépondérance pour le service aux particuliers (hôtels, restaurants, activités de loisirs, culturelles et sportives, services personnels et domestiques). Le commerce en général représente 21,6 % des créations d'entreprises.
Quatre secteurs industriels sont particulièrement dynamiques : l'immobilier (+24 %), la construction (+15,4 %), les services aux entreprises (+12,4 %) et l'industrie agro-alimentaire (+10 %).

#### Zones d'activité économique
- 27 hectares mis en chantier en 2004,
- 38 hectares mis en chantier en 2005,
- 47 hectares mis en chantier en 2006.

### Industrie

#### Liste d'entreprises industrielles implantées en Haute-Savoie
En 1999, la Haute-Savoie comptait 2 779 établissements de production industrielle, soit (13,60 %) de l'ensemble des entreprises.
- Agro-alimentaire : Entremont, Évian, Céréal-Partners France, La Gerbe Savoyarde, France-Décor, Besnier, Fruité, Thonon.
- Chimie-Pharmacie-Médical : Labcatal, Bayer Santé Familiale / Delpharrm (ex-Roche Nicholas), Pierre Fabre Galderma, Ivoclar-Vivadent, Cornéal, SNCI, Anthogyr.
- Commerce : Provencia, Botanic, Carrefour
- Constructions électriques et électroniques : Chauvin-Arnoux, Valeo (ex-DAV), Cobham (ex Label), Amphenol Socapex, Cartier, Varilac CEB;
- Constructions mécaniques : Dassault, Pfeiffer Vacuum SAS (ex Alcatel Vacuum Technology), Bosch-Rexroth, Clyde Union SPX (Guinard)
- Équipement de la maison - électroménager : Tefal (articles ménagers), Scaime, Bourgeois, Mobalpa, Somfy (moteurs pour volets roulants), Stäubli (machines pour industries textiles et robotique).
- Équipement de la personne : S.T. Dupont, Rexam Reboul, Gay Frères, Maped, Pilot.
- Informatique : Sopra, Cross Systems.
- Machines-outils et machines spéciales :Stäubli, Prosys, Mach 1, Techmeta (Bodycote), Wirth et Gruffat, Almo.
- Mécanique, décolletage et équipements pour les automobiles : NTN-SNR Roulements, Parker, Glacier Vandervell, Invensys, Eurodec, Frank et Pignard (décolletage), Bouverat, Nicomatic, ZFDF, Sandvik, Rossignol Technology, Kongsberg (équipements pour automobiles), Bontaz Centre (décolletage), SAS CCN (décolletage), Eaton (ex Tuthill, ex Gromelle).
- Métaux et matériaux spéciaux : PSB Industries, Péchiney Rhenalu, Fonlem, Lachenal.
- Plastiques : Veka, SMPI, Decoplast.
- Sport et loisirs : Salomon (ski), Mavic, Dynastar, Millet, Fusalp, Eider, Évian Thonon Gaillard (club de football professionnel), Snowleader, Black Crows.
- autres : Velsol France, Papeteries du Léman, Mecalac, ABMT (Bodycote), Vulli (jouets).

#### Décolletage
Le décolletage est l'industrie de l'usinage de pièces de haute précision. En l'an 2000, le décolletage haut-savoyard représente 63 % du décolletage français en chiffres d'affaires, 20 % des entreprises industrielles du département, avec un taux de croissance de 7 %.
Ses principaux clients par secteur industriel décroissant sont l'automobile, l'électronique et l'électroménager.
Sur une base 100 en 2005, l'indice de production représentant l'activité décolletage se situait à 75, fin 2008, au début de la grande crise économique mondiale. En 2009, le secteur a été affecté par la crise avec une chute brutale des exportations à 440 millions d'euros contre 543 en 2008. En 2010, les exportations sont reparties à la hausse avec 556 millions d'euros. En septembre 2011, l'indice était à 77.

#### Pôle de compétitivité Arve-Industries Haute-Savoie-Mont-Blanc
C'est l'un des 67 pôles de compétitivité créés en 2005.
Ce pôle consacré à la mécatronique (mécanique + électronique) regroupe ainsi 60 000 emplois industriels dans plus de 280 entreprises, la plupart de taille modeste, 1 200 chercheurs et 250 brevets/an (en 2002). Ces acteurs sont très largement exportateurs de leurs biens et services.
Parmi les projets supportés par le pôle il faut noter le tolérancement inertiel, une façon innovante de considérer la qualité d'un lot. Fondé sur la fonction de Perte de Taguchi, l'inertie d'un lot de caractéristique est définie par son écart par rapport à sa cible. Le tolérancement inertiel est l'un des programmes de recherche et développement supporté par le pôle pour ses entreprises membres. Il est  conduit par une équipe de recherche du laboratoire Symme de l’Université de Savoie et le Centre Technique de l'Industrie du Décolletage. La publication de la norme française NFX 04-008 démontre la pertinence des sujets traités par le Pôle.
D'autres programmes concernent la production propre de pièces propres (projet 4P), le développement de modèles de relations clients/fournisseurs propres à l'amélioration de l'efficacité des tâches d'ingénierie simultanée, le développement du rayonnement international du pôle et de ses membres.
Les entreprises concernées sont les industriels de la mécanique, de la mécanique de précision, du décolletage et des ensembles et sous-ensembles mécaniques, souvent intégratrices de technologies associées telles que plasturgie, électronique, fluidique.
Les marchés servis par les entreprises membres du pôle sont ceux du transport (automobile, poids lourds, ferroviaire et aéronautique), de la production ou distribution d'électricité, de la fluidique (gaz ou liquide, de la très haute pression au vide), du médical et de la santé sans oublier un large secteur d'activités industrielles diverses sans oublier les composants électroniques passifs ou actifs.

### Recherche
Le secteur de la recherche haut-savoyarde a déposé 201 brevets en 2000 et est représenté par :
- le Laboratoire de physique des particules à Annecy-le-Vieux ;
- le nouveau pôle mécatronique du CETIM ;
- les laboratoires de recherche, liés à ESIA et à l'IUT ;
- le Centre technique du décolletage (CTDEC), à Cluses ;
- Thesame - mécatronique et management : productique, capteurs (mesures et instrumentations), procédés de fabrication, sciences des services.

### Services
Le secteur des services comptait fin décembre 2000, 75 768 salariés dans 11 129 entreprises réparties en : Hôtels et restaurants 26,5 %, activités immobilières 24,6 %, conseil et assistance 14,0 %, transports 6,1 %, activités financières 6,2 %.

### Tourisme
Le secteur du tourisme représentait fin décembre 2000, 635 000 lits répartis en :
- 1250 gîtes ruraux
- 803 hôtels
- 453 chambres d'hôtes
- 191 campings
- 70 gîtes d'étapes-séjours
- 40 refuges de haute-montagne

La fréquentation des stations de ski d'hiver est très dépendante de l'enneigement qui peut varier très sensiblement d'une année sur l'autre.
En 1999, la fréquentation s'est montée à 37,9 millions de nuitées, dont 21,2 millions en hiver et 16,7 pour le reste de l'année.
En 2015, la fréquentation s'est montée à 17 millions de nuitées en hiver et 13 millions de nuitées en été.

### Travail frontalier
Le travail frontalier des hauts-savoyards vers la Suisse (cantons de Genève, de Vaud et du Valais) constitue une particularité majeure de l'activité du département.  Le phénomène s'est fortement accéléré depuis les Accords bilatéraux conclus entre la Suisse et l'Union européenne, et dont un volet important concerne la libre circulation des personnes.
Depuis, le 1er juin 2007, tout résident de Haute-Savoie peut prétendre librement à un emploi en Suisse. Le marché du travail suisse est le premier employeur de la Haute-Savoie. Fin novembre 2006 plus de 52 200 travailleurs frontaliers étaient employés sur le territoire helvétique. En 2007, ce flux de travailleurs frontaliers a augmenté de plus de 12 %. Ce chiffre est de 82 945 permis frontalier G fin février 2013, soit +7,5 % sur l'année.
Le département et les mairies reçoivent une compensation appelée couramment « fonds frontaliers » répartie entre les communes proportionnellement au nombre de frontaliers qui y résident. Selon l'accord de rétrocession genevois signé en 1973, le Canton de Genève reverse à la Haute-Savoie un montant  correspondant à 3,5 % de la masse totale des rémunérations des travailleurs frontaliers, ce qui a représenté en décembre 2006 une dotation de 77,7 M.€, rétrocédée aux communes à hauteur de 80 %, cette dotation a atteint 127 millions d'euros en 2010 et 144 millions en 2011.

### Exportation
La Haute-Savoie est un territoire fortement exportateur. En 2007 le taux de couverture des exportations était de 172 % (pour 90 % en France). 40 % des salariés hauts-savoyards travaillent directement pour l'export. En 2010, les exportations se sont élevées à 3.721 millions d'euros (+18 %) avec un taux de couverture des importations de 1,19 %.
Les exportations 2007 se sont principalement faites vers : l'Allemagne (610 M.€), la Suisse  (317 M.€), l'Italie  (295 M.€), les États-Unis  (269 M.€), l'Espagne (217 M.€) et le Royaume-Uni  (185 M.€). Les importations 2007 proviennent principalement de : l'Allemagne, l'Italie, le Royaume-Uni, la Suisse et les États-Unis.
Les exportations 2011 se sont principalement faites vers : l'Allemagne (779 M.€), la Suisse  (382 M.€), l'Italie  (360 M.€), les États-Unis  (257 M.€), l'Espagne (227 M.€), la Belgique (188 M.€), le Royaume-Uni  (183 M.€), la Roumanie (126 M.€), la Chine (117 M.€) et la Corée du Sud (100 M.€).

## Social

### Emploi
Population active totale résidente : 314 940 (1999) dont ayant un emploi : 295 099 (93,70 %).
Particularités :
Beaucoup de travailleurs haut-savoyards sont employés dans les cantons francophones de la Suisse. Les économies des cantons suisses, de la Haute-Savoie et de l'Ain sont étroitement liées. Les chiffres sont de 25 721 haut-savoyards travailleurs frontaliers fin 1999, de 35 075 fin 2002 et de 52 202 fin novembre 2006 en croissance de 12 % sur 2007. Le nombre a passé les 78 000 fin 2011.
Une autre particularité est le nombre important d'emploi saisonnier avec plus de 200 000 contrats saisonniers signés en 2015.
Fin 2011, le marché du travail en Suisse était le premier employeur du département avec plus de 78 000 travailleurs frontaliers avec de nombreux contrats en CDI.  Il est suivi sur le département par l'hôtellerie-restauration, le commerce, l'industrie, les services et l'agriculture. Les embauches 2011 sur le département ont concerné l'hôtellerie-restauration (48 000 embauches dont beaucoup d'emplois saisonniers), le commerce (29 700 embauches dont beaucoup d'emplois CDD), l'industrie  (12 000 embauches dont beaucoup d'emplois CDD). L'intérim a généré de son côté 150 000 embauches en CDD de quelques heures à quelques semaines. Pôle Emploi a reçu 45 000 offres d'emplois.
Secteur privé haut-savoyard : 
- 176 743 (1999) soit 59,89 %, dont : BTP 6,3 %, Industrie 23,6 %, Commerce 14,4 % et Services 53,4 %.
- 196 850 (fin 2006
- 197 742 (fin 2008).
- 201 000 (fin 2015).

Taux de chômage :  
- 8,2 %  en décembre 1998,
- 7,6 % en décembre 1999,
- 6,3 % en décembre 2000,
- 5,8 % en décembre 2006,
- 5,4 % en décembre 2007,
- 6,3 % en décembre 2011,
- 6,7 % en juin 2012,
- 7,7 % en décembre 2015.

Demandeurs d'emploi catégorie A : 
- 19 466 (fin 2003)
- 16 257 en août 2006,
- 15 448 en janvier 2007.
- 13 960 en mars 2008[2].
- 31 550 en septembre 2012, +13,3 % en un an, et 44 411 en catégories A,B,C.

### Logements
Prix moyens à la vente par secteur :
- En 2006 : Annecy 3 471 €/m2 - Annemasse 2 239 €/m2 - Chamonix 5 125 €/m2 - La Clusaz 4 249 €/m2 - Saint-Julien-en-Genevois 2 800 €/m2 - Thonon-les-Bains 2 340 €/m2.
- fin 2011, le prix moyen de l'immobilier de revente est de 3 000 €/m2, les secteurs les plus chers sont ceux des stations de ski et de la zone frontalière. Le prix moyen d'une maison est de 380.000 €.

Construction :
- Logements nouveaux mis en chantier : 10 500 en 2006 et 8 250 en 2007.

Logements sociaux :
- Fin 2006, le département comptait 34 500 logements sociaux, soit 48 logements aidés pour 1 000 hab (68 en France), et 14 500 demandeurs en attente.
- Fin 2007, le département comptait 35 320 logements sociaux, soit 50 pour 1 000 hab.

Prix des terrains à bâtir
- De fin 2004 à fin 2007, le prix moyen des terrains à bâtir a augmenté de 213 %, en 2007, 281 hectares ont été urbanisés sur le département.

### Enseignement
Pour la rentée de septembre 2000, la Haute-Savoie disposait de :
- 198 écoles maternelles et 450 écoles primaires, accueillant 73 260 élèves ;
- 28 lycées d'enseignement général et 20 lycées d'enseignement professionnel, accueillant 22 663 élèves ;
- 68 collèges, accueillant 36 894 élèves ;
- 35 CFA-UFA, accueillant 3 443 apprentis ;
- 14 établissements d'enseignement agricole, accueillant 2 990 élèves.

L'enseignement supérieur, toujours en 1999, formait 8 052 étudiants, répartis dans : 
- les classes BTS, accueillant 1 924 étudiants ;
- l'IUT d'Annecy-le-Vieux (Université de Savoie), accueillant 1 720 étudiants ;
- l'École supérieure d'ingénieurs d'Annecy (Polytech'Savoie), accueillant 387 étudiants ;
- l'UFR activités tertiaires d'entreprises, accueillant 599 étudiants ;
- les classes préparatoires aux grandes écoles, accueillant 599 étudiants ;
- l'IPAC, accueillant 550 étudiants ;
- Centre universitaire de 3e cycle d'Archamps, accueillant 400 étudiants ;
- l'École d'infimières, accueillant 238 étudiants ;
- l'École des Arts, accueillant 155 étudiants ;
- divers (IUFM, ITII, ENIL...), accueillant 1 475 étudiants ;

### Aides sociales
- Fin 2006 : 15 rmistes pour 1 000 habitants (35 en France).

## Impôts
Taxe d'habitation :
- En 2006 : 312 823 foyers fiscaux dont 27 747 sont exonérés.

Revenus : 
- Le revenu moyen par ménage fiscal a été de 25 621 euros en 2007 (France : 21 930 €).

## Sources
- Assedic (janvier 2000)
- BTP 74 (janvier 2000)
- CER/DDAF 1999
- Chambre d'Agriculture
- Chambre des Métiers (décembre 2000)
- Douanes
- Fichier SIRENE de l'Insee (juillet 2003)
- Centre technique de l'industrie du décolletage, CTDEC
- Chambre de commerce
- Thesame